# ستيلا ماتوتينا
ستيلا ماتوتينا (باللاتينية: Stella Matutina)، أي نجمة الصباح، كانت جماعة تعتنق السحر وتركز على نشر تعاليم الطريقة الهرمسية السابقة التي كانت تقوم بها جماعة الفجر الذهبي الهرمسية. في البداية، عرفت الدائرة الخارجية الظاهرة للعامة ب ـ«الوردة الغموضية» (بالإنجليزية: mystic rose)‏.

## أعضاء مشهورين
- روبرت فيلكن
- هارييت فيلكن
- إثليوين فيلكن: (ابنة روبرت وهارييت Felkin)
- إسرائيل ريعاردي
- بارون والين
- جيمس والتر تشابمان تيلور
- ويليام بتلر ييتس: الشاعر الأيرلندي والفائز بجائزة نوبل للأدب
- ديون فورتشن: كاتب ومؤسس جمعية النور الداخلي